# Moldovas parlament
Moldovas parlament (Parlamentul Republicii Moldova) er Moldovas etkammersystems nationale parlament med 101 medlemmer. Medlemmerne vælges for en fireårig periode ad gangen. Efter sammensætningen af et nyt parlament stemmer dette om, hvem der skal være landets præsident og derved øverste statshoved imellem valgene. Det er landets præsident, som danner regering. Denne skal dog godkendes af parlamentet.

## Parlaments sammensætninger

### Moldovas parlament 1994-1998
| 56   | 28      | 11  | 9       |
| PDAM | BePSMUE | BTI | BeAFPCD |

### Moldovas parlament 1998-2001
| 40   | 26                    | 24               | 11  |
| PCRM | Democratic Convention | Dem & Prosperous | PFD |

### Moldovas parlament 2001-2005
| 71   | 19               | 11   |
| PCRM | Braghis Alliance | PPCD |

### Moldovas parlament 2005-2009
| 56   | 22  | 8   | 4   | 11   |
| PCRM | AMN | PDM | PSL | PPCD |

### Moldovas parlament april–juli 2009
| 60   | 15 | 15   | 11  |
| PCRM | PL | PLDM | AMN |

### Moldovas parlament 2009–2010
| 48   | 18   | 15 | 13  | 7   |
| PCRM | PLDM | PL | PDM | AMN |

### Moldovas Parlament 2010–nu
| 42   | 32   | 15  | 12 |
| PCRM | PLDM | PDM | PL |

## Parlamentsbygningen
Bygningen som parlamentet har til huse i, husede tidligere centralkomiteen for Moldovas Kommunistiske Parti på Ştefan cel Mare Boulevard (tidligere Lenin boulevard).
- Front siden af parlamentet
- 2009 optøjer ved parlamentet
- 2009 optøjer at parlamentet
- Parlamentets Bygningen

## Præsidenter for Moldovas parlament
- Alexandru Moşanu 4. September 1990 - 2. Februar 1993
- Petru Lucinschi 4. Februar 1993 - 9. Januar 1997
- Dumitru Moţpan 5. Marts 1997 - 23. April 1998
- Dumitru Diacov 23. April 1998 - 20, Marts 2001
- Eugenia Ostapciuc 20, Marts 2001 - 24, Marts 2005
- Marian Lupu 24, Marts 2005 - 5, maj 2009
- Ivan Călin (Acting) 5, maj 2009 - 12. maj 2009[1]
- Vladimir Voronin 12, maj 2009 - 28. august 2009
- Mihai Ghimpu 28, August 2009 - 28. december 2010
- Marian Lupu 30, December 2010 - 25. april 2013
- Liliana Palihovici (Acting) 25. april 2013 - 30. maj 2013
- Igor Corman 30. maj 2013 - nu